# John Bryan Kethley
John Bryan Kethley (* 18. Oktober 1942 in Passaic; † 29. April 2004) war ein US-amerikanischer Akarologe, der sich vor allem um die Erforschung und Systematik der Milben verdient gemacht hat.

## Leben
Kethley wurde in Passaic im Bundesstaat New Jersey geboren, wuchs aber in Decatur (Georgia) auf. Sein Vater war Bioingenieur am Georgia Institute of Technology. Kethley interessierte sich früh für die wissenschaftliche Arbeit. Bereits mit 16 Jahren gewann er mit einem botanischen Projekt die Wissenschaftsmesse in Georgia. 1964 erwarb er einen Abschluss in Botanik an der University of Georgia und verfasste im gleichen Jahr seine erste wissenschaftliche Arbeit zur Biochemie fleischfressender Pflanzen. Kethley wechselte an die University of Wisconsin, wo er auch seine spätere Frau Judith Townsend kennenlernte. Er kehrte an die University of Georgia zurück und begann dort eine Doktorarbeit zur Systematik der Federmilben der Familie der Syringophilidae bei Preston Hunter, die er 1969 abschloss. Anschließend ging er für ein Jahr an das Institut für Akarologie der Ohio State University und nahm dann eine Kuratorenstelle in der Abteilung Insekten am Field Museum of Natural History in Chicago an, die er bis zu seiner Pensionierung 1998 innehatte.

## Schriften
- A revision of the family Syringophilidae (Prostigmata: Acarina). In: Contributions of the American Entomological Institute, Band 5, Nummer 6, 1970, S. 1–76.